# Bullockia dyscritos
Bullockia dyscritos là một loài thực vật có hoa trong họ Thiến thảo. Loài này được (Bullock) Razafim., Lantz & B.Bremer mô tả khoa học đầu tiên năm 2009.